# Jiří Winter

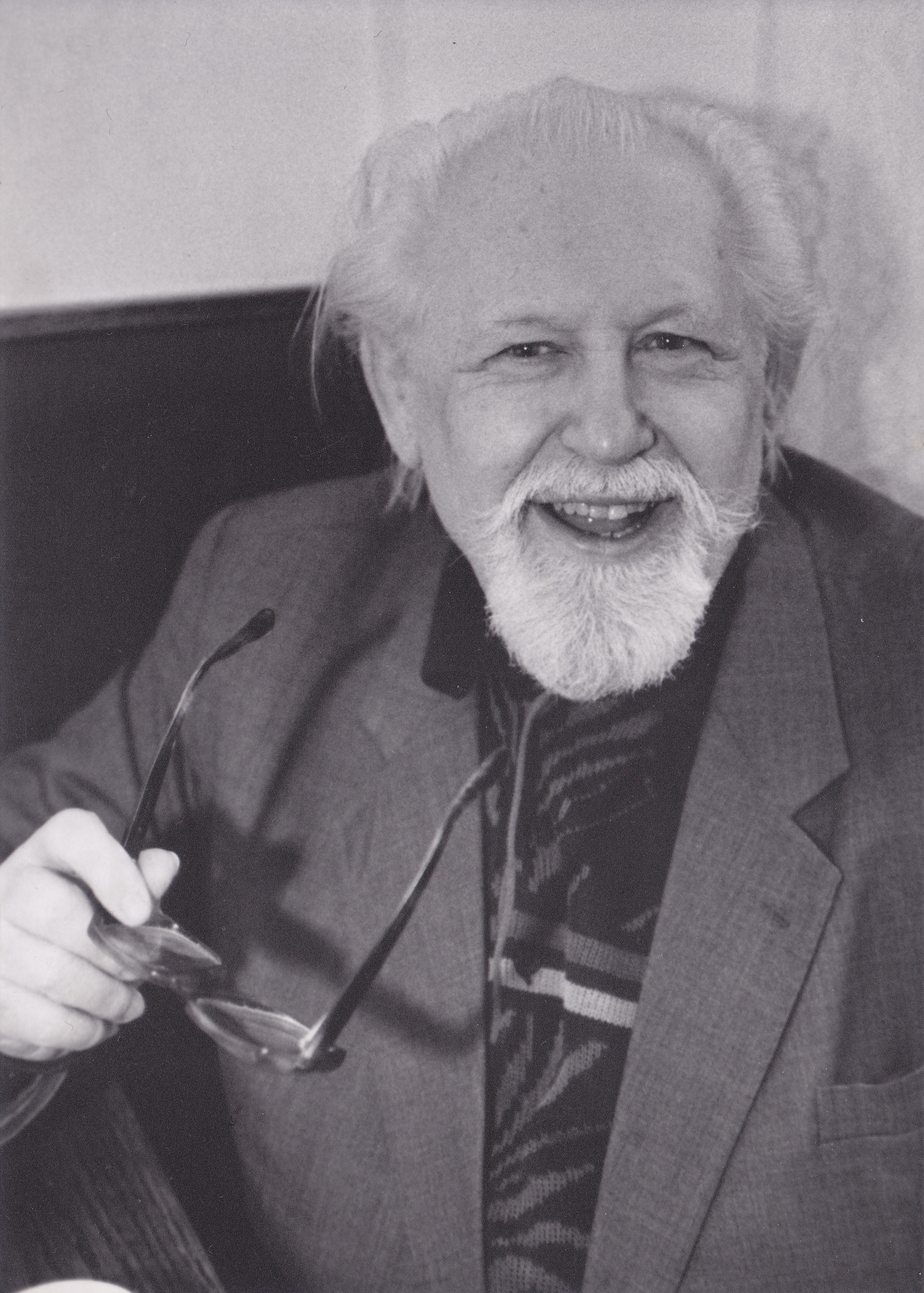
Neprakta

Jiří Winter (Pseudonym Neprakta; * 12. Juli 1924 in Prag; † 30. Oktober 2011 ebenda) war ein tschechischer Maler, Karikaturist, Illustrator und Humorist.
Winter war ein sehr schaffensfreudiger Autor, der im Laufe seines Lebens mehr als 35.000 gemalte Witze schuf und damit im Guinness-Buch der Rekorde steht. Daneben illustrierte er Hunderte humoristischer Bücher. 

## Leben
Winter begann nach der Matura an einem Realgymnasium an der Staatlichen Grafischen Schule in Prag. Während des Zweiten Weltkrieges war er mehr als ein Jahr wegen Hehlerei mit Waffen inhaftiert. Nach dem Krieg studierte er einige Semester an der naturwissenschaftlichen Fakultät der Karls-Universität Prag.
Seine künstlerische Laufbahn begann Winter 1948. Nach vielen Jahren schuf er seinen künstlerischen Zwilling Neprakta in der Person des Straßenkehrers Bedřich Kopecný. Später kooperierte er mit dem tschechischen Schriftsteller und Humoristen Miloslav Švandrlík. Beide gehörten zu den Hauptautoren der tschechoslowakischen satirischen Zeitschrift Dikobraz (Stachelschwein). Gemeinsam mit dem Švandrlík zeichnete er für einige Bücher über die zwei Schüler Kopyto und Mňouk in (Neuvěřitelné příhody žáků Kopyta a Mňouka).